# Tribunal Aurelium
El tribunal Aurelium es una estructura que data de comienzos del siglo I a. C. que fue utilizado por los pretores para la celebración de juicios que con anterioridad se desarrollaban en el Comitium.

## Ubicación
El tribunal estaba constituido en las proximidades del templo de Cástor y Pólux, del templo de César y del templo de Vesta como sugiere un pasaje del Pro Sestio de Cicerón.

## Historia
Hasta finales de la República, los tribunales de los pretores se situaban en el Comitium, a ambos lados de la Curia Hostilia. La multiplicación de la litigiosidad pública y la muchedumbre cada vez más numerosa que asistía hacían que el espacio fuera demasiado pequeño. A mediados de los años setenta a. C., la actividad de los pretores urbanos se trasladó al extremo oriental del Foro, en el Tribunal Aurelium, en los alrededores del Puteal Libonis.
El tribunal Aurelium toma su nombre de uno de los cónsules de mediados de los años setenta, Cayo Aurelio Cota (cónsul en el año 75 a. C.) o su hermano Marco Aurelio Cota (cónsul en el 74 a. C.). Este último pasó la mayor parte de su consulado en Bitinia, así que lo más probable es que el Tribunal Aurelium fuese construido por su hermano Cayo, el cónsul en 75 a. C., en paralelo del programa de renovación de los templos de Roma que había promovido con su colega y que delegó en parte en los pretores urbanos Cayo Licinio Craso y Marco Cesio en el año 75 a. C. y sus sucesores Cayo Verres y Publio Celio el año siguiente. Es en esta misma época cuando uno de los dos Cota emprendió en nombre de Sila el pavimentado del Foro.
Cicerón menciona seis veces el Tribunal Aurelium. Señala que el proceso de Cayo Junio del 74 a. C. se desarrolló en el tribunal, recientemente construido. Lo menciona otras cuatro veces en relación con las actividades de Publio Clodio Pulcro que habría organizado una leva de esclavos en el 58 a. C., desacralizando el lugar·.

Tú enrolaste abiertamente no sólo a hombres libres, sino también a los esclavos en el Tribunal Aurelium, […]
Cicerón, Pro Domo, 54

La última mención de Cicerón data del 57 o del 56 a. C.. Es probable que el tribunal desapareciera poco tiempo después, con los funerales de Clodio en el 52 a. C., pues sus partidarios cogieron madera de todo el Foro para alimentar la pira delante de la Curia Hostilia, o en el año 44 a. C., cuando la multitud cogió todo lo que encontró para elevar una pira improvisada para quemar el cadáver de César justo delante de la Regia, no lejos del hipotético emplazamiento del tribunal.

[...] y así cada uno cogía madera seca, los asientos y los tribunales de los magistrados, en fin todo lo que encontraba a mano.
Suetonio, Vida de César, 84, 3

El Tribunal Aurelium desaparece tras la construcción del templo de César. Parece que en un primer momento se desplazó a las proximidades del Puteal Scribonianum, cerca de la basílica Paulli, por Lucio Escribonio Libón, cónsul en el 34 a. C., y esto antes del final del siglo I a. C., hasta el fin de los años treinta a. C. o a comienzos de los años veinte a. C.. A continuación, rápidamente el tribunal abandonó el Foro y se estableció bajo el pórtico norte del foro de Augusto.

## Descripción
Los tribunales eran en general estructuras temporales, realizadas en madera. Sin embargo, el Tribunal Aurelium parecía ser un tribunal permanente, después de haber servido al menos veinte años. Por otro lado, una inscripción encontrada en Ostia señala la existencia en el Foro de un tribunal hecho con mármol (tribunal in foro marmoreum fecit). No obstante, los arqueólogos no han encontrado traza alguna que pudiera identificarse con los cimientos de un tribunal. Las recientes hipótesis se inclinan hacia un tribunal de madera, lo que explicaría la desaparición del tribunal en el 52 a. C. o en el 44 a. C..
El término de Tribunal Aurelium pudo designar la tribuna sobre la cual se alzaba el pretor o al conjunto de la instalación, incluidas las escaleras previstas para la concurrencia (Gradus Aurelii). Al mencionarlas, Cicerón las compara con un teatro que habría sido construido para el proceso de Cayo Junio. Los graderíos, probablemente de madera, se habrían construido entonces en semicírculo, frente a o en el lado de la tribuna del pretor.
En las proximidades del Tribunal Aurelium se encuentra el Puteal Libonis, un bidental utilizado para pronunciar los juramentos solemnes antes de los procesos.